# ノース (サウスカロライナ州)
ノース(North)はアメリカのサウスカロライナ州オレンジバーグ郡にある町である。2010年の国勢調査の時点での人口は754人だった。
1891年、ジョン・F・ノースの協力で、サウスバウンド鉄道がこの地域に開通した。1892年、ジョン・ノースはジョージ・ポウ、サンプソン・リビングストンとともに、鉄道車両の倉庫とニュータウンの用地として100エーカーの土地を寄付し、この町が生まれた。この年に郵便局も開設された。翌1893年に、南部連合の退役軍人であり実業家のジョン・ノースは、彼の名前にちなんでその名を冠したノースの初代市長に選ばれた。サウスカロライナ州ノースは珍しい地名の町として知られている。

## 地理
ノースは北緯33度36分58秒 西経81度6分13秒 / 北緯33.61611度 西経81.10361度 (33.615983, -81.103588)に位置している。
アメリカ合衆国国勢調査局によると、この町は2.3平方キロメートルの面積があり、すべて陸地である。

## 人口統計
2000年の国勢調査の時点で、ノースには813人の住民、356個の世帯、223組の家族が暮らしている。一平方マイルあたりの人口密度は953.7人 (369.3/km²)である。この町の412戸の密度は、一平方マイルあたり483.3戸(187.1/km²)となる。人種構成でいうと、52.64%が白人、46.37%が黒人、0.37%がネイティヴ・アメリカン、0.62%が二つ以上の人種の血を引くマルチレイシャルとなる。人口の0.86%がヒスパニックないしラテン系にあたる。
356世帯のうち25.3%は18歳未満の子供と同居しており、38.5%は同居する夫婦である。19.7%は世帯主が独身女性であり、37.1%は独身で家族がいない。全世帯の34.6%は個人で構成されており、18.8%は独居の65歳以上である。平均的な世帯の人数は2.28人、平均的な家族の人数は2.94人である。

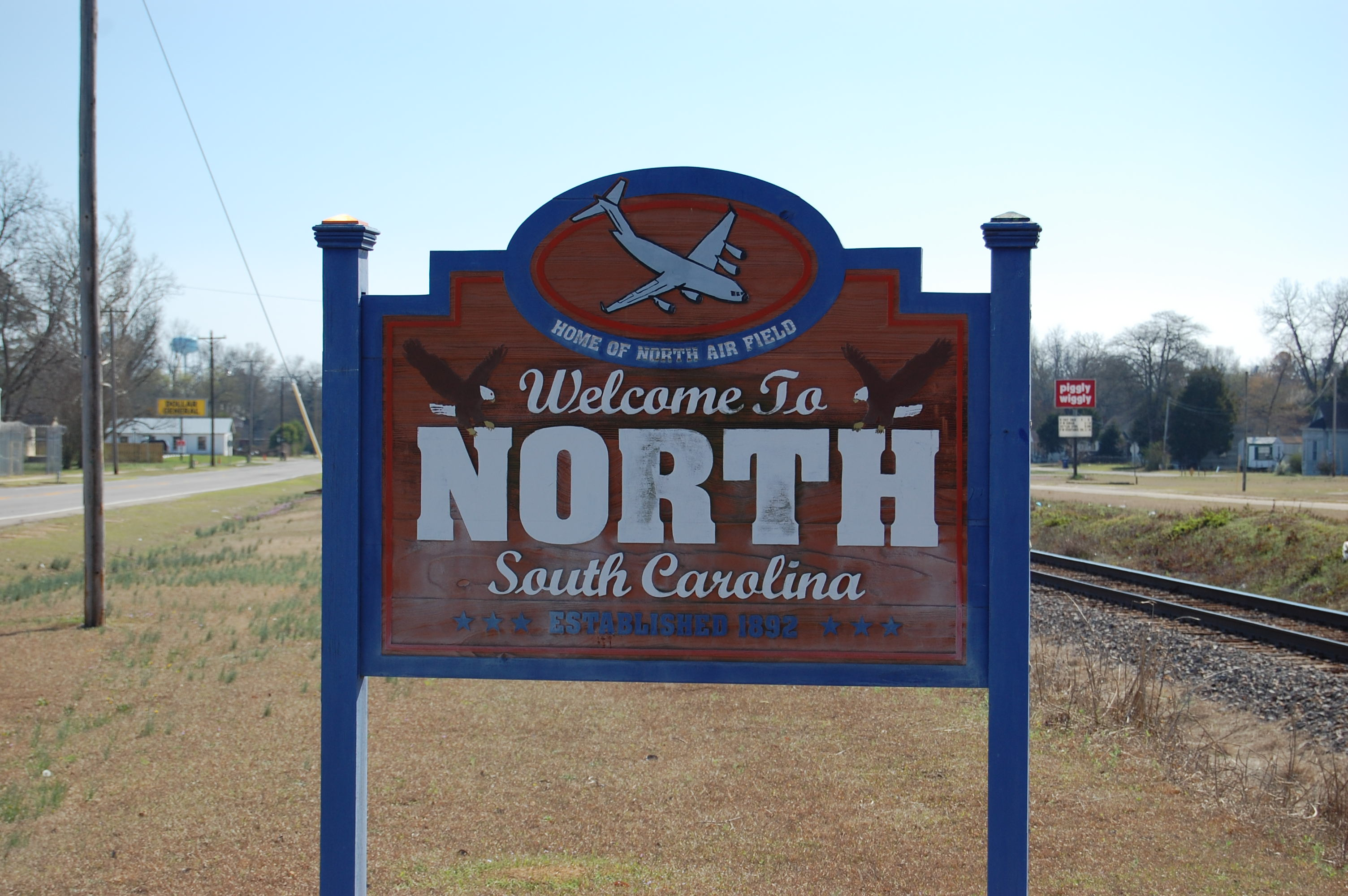
ノースの訪問客を歓迎する看板

年齢構成でいうと、23.5%が18歳未満、9.7%が18歳から24歳、23.1%が25歳から44歳、25.3%が45歳から64歳、18.3%が65歳以上である。年齢の中央値は40歳代である。男女比は、女性100人あたりの男性の数は80.7人である。18歳以上の女性100人あたりでみると、男性は74.7人になる。
世帯ごとの収入の中央値は21,136ドル、家族収入の収入の中央値は30,750ドルである。男性の収入が中央値で24,286ドルであるのに対し女性のそれは21,406ドルである。
この町の一人あたりGNIは14,236ドルである。家族の25.7%、人口の30.5%が貧困線を下回っている（この人口には18未満の39.3%、65歳以上の24.2%が含まれる）。

## 行政と社会インフラ
この町には警察署があった。2015年12月までの14年間、署長はマーク・ファローという男性だった。この月に、新しく市長となったパッティ・カーソンとの確執を理由に、ファローは署長を辞任している。警察官全員が退職したため、オレンジバーグ郡はこの町まで警察業務の所管を拡大することになった。
カーソンは警察署で受送信されるメールをすべて監視しようとしていた。さらに彼女はメディアに対して何かをコメントを求められた場合はすべて市長が監督するというルールをつくって、警察署の職員がメディアに何かを語るときは市の許可制にしようとした。つまり公の場に出る場合は、二週間前に届けをだす規則を設けたのである。ファローはこういった改革も辞任の理由だと語っている。

## 軍事施設
アメリカ空軍のノース補助飛行場がこの町のそばにある。

## ノース出身の著名人
- アーサー・キット - 歌手、女優
- チャック・ダービー（英語版） - NFL選手で第37回スーパーボウルの優勝経験者
- フレディ・マルティーノ（英語版） - NFL選手